# Luvia
Luvia – dawna gmina w Finlandii, położona w południowo-zachodniej części państwa, należąca do regionu Satakunta. 1 stycznia 2017 została włączona do gminy Eurajoki.
W momencie fuzji gminę zamieszkiwało 3348 osób.